# ناو کلاس دنور
کروزر کلاس دنور (به انگلیسی: Denver-class cruiser) یک کلاس از کشتی است که طول آن ۳۰۸ فوت ۱۰ اینچ (۹۴٫۱۳ متر) می‌باشد.